# Cemitério Mouro
Cemitério Mouro, ou Fonte dos Mouros, é uma necrópole medieval constituída por sepulturas abertas no afloramento rochoso localizado em Galafura, na atual freguesia de Galafura e Covelinhas, no município de Peso da Régua, no Distrito de Vila Real, em Portugal.
Situa-se um pouco afastada de Galafura. Encontra-se classificado como Imóvel de Interesse Municipal desde 1990.